# .nf
.nf es el dominio de nivel superior geográfico (ccTLD) para Isla Norfolk.